# Паньшино (Ленинградская область)
Паньшино — деревня в Шугозёрском сельском поселении Тихвинского района Ленинградской области.

## История
Деревня Паншино (Пальшино) упоминается в переписи 1710 года в Никольском Пашеозерском погосте Заонежской половины Обонежской пятины.

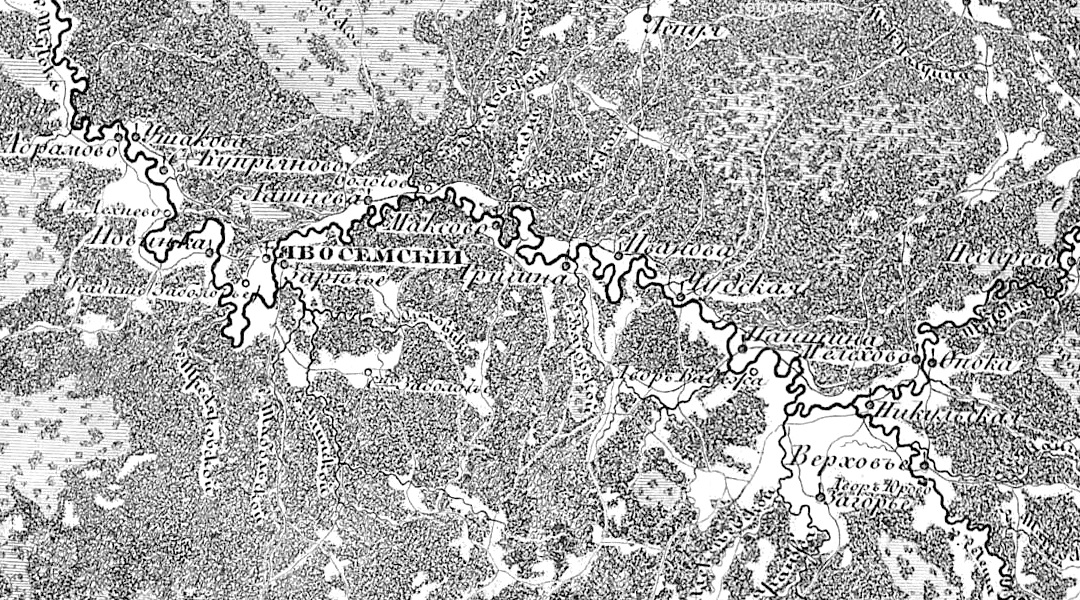
Деревня Паньшино на карте 1847 года

Согласно семитопографической карте Новгородской губернии 1847 года деревня называлась Панщина.

ПАНШИНО — деревня Чудского общества, прихода Явосемского погоста. Река Явосьма.

Крестьянских дворов — 10. Строений — 17, в том числе жилых — 12.

Число жителей по семейным спискам 1879 г.: 31 м. п., 33 ж. п.; по приходским сведениям 1879 г.: 30 м. п., 28 ж. п.

В конце XIX — начале XX века деревня административно относилась к Кузьминской волости 2-го земского участка 2-го стана Тихвинского уезда Новгородской губернии.
По сведениям на 1 января 1913 года в деревне Паньшино было 224 жителя из них детей в возрасте от 8 до 11 лет — 28 человек.
Согласно карте Ленинградской области Северо-западного аэрогеодезического треста ГГУ издания 1932 года деревня насчитывала 6 крестьянских дворов. В деревне находилась водяная мельница:
| Внешние изображения | Внешние изображения                 |
| ------------------- | ----------------------------------- |
|                     | Деревня Паньшино на карте 1932 года |

По данным 1933 года деревня называлась Паньешино и входила в состав Явосемского сельсовета Капшинского района.
По данным 1966, 1973 и 1990 годов деревня Паньшино входила в состав Явосемского сельсовета Тихвинского района.
В 1997 году в деревне Паньшино Шугозёрской волости проживали 3 человека, в 2002 году — 9 человек (все русские).
В 2007 году в деревне Паньшино Шугозёрского СП проживал 1 человек, в 2010 году — 9.

## География
Деревня расположена в восточной части района на автодороге 41К-885 (Шугозеро — Никульское).
Расстояние до административного центра поселения — 26 км.
Расстояние до ближайшей железнодорожной станции Тихвин — 91 км.
Деревня находится на правом берегу реки Явосьма.

## Демография
| 2007 | 2010 | 2017 |
| ---- | ---- | ---- |
| 1    | ↗9   | ↘0   |

### Национальный состав
Согласно данным Всероссийской переписи населения 2021 года в деревне проживал 1 человек, русский.

## Улицы
Первомайская, Пролетарская, Романтиков.